# Gropen (ort)
Gropen är en tätort i Kvistbro socken i Lekebergs kommun, Örebro län, belägen sydväst om Fjugesta.

## Befolkningsutveckling
2010 klassade SCB Gropen som två småorter. Den tidigare småorten ligger i norr. Ett område söder därom klassades från 2010 som en ny småort. År 2015 sammanlades de två och utgjorde då en tätort men med namnet Gropen, där även kyrkbyn Kvistbro kyrkby ingår.
| Befolkningsutvecklingen i Gropen 1950–2020                                                                                      | Befolkningsutvecklingen i Gropen 1950–2020 | Befolkningsutvecklingen i Gropen 1950–2020 | Befolkningsutvecklingen i Gropen 1950–2020 | Befolkningsutvecklingen i Gropen 1950–2020 |
| --- | ------------------------------------------ | ------------------------------------------ | ------------------------------------------ | ------------------------------------------ |
| |                                            |                                            |                                            |                                            |
| År |                                            |                                            | Folkmängd                                  | Areal (ha)                                 |
| 1950 | 1950                                       |                                            | 283                                        |                                            |
| 1960 | 1960                                       |                                            | 228                                        |                                            |
| 1965 | 1965                                       |                                            | 200                                        |                                            |
| 1990 | 1990                                       |                                            | 106                                        | 10#                                        |
| 1995 | 1995                                       |                                            | 102                                        | 10#                                        |
| 2000 | 2000                                       |                                            | 102                                        | 10#                                        |
| 2005 | 2005                                       |                                            | 95                                         | 11#                                        |
| 2010 | 2010                                       |                                            | 81                                         | 11#                                        |
| 2015 | 2015                                       |                                            | 205                                        | 80                                         |
| 2020 | 2020                                       |                                            | 283                                        | 114                                        |
| Anm.: Upphörde som tätort 1970. 2015 sammanslagna till en ny tätort med namnet Gropen. 2020 införlivades Binninge # Som småort. |                                            |                                            |                                            |                                            |